# Oracle Application Express
Pour les articles homonymes, voir Apex.
Oracle APEX (anciennement Oracle HTML DB, Oracle Application Express), est un Environnement de développement intégré permettant de créer des applications de type web en développement rapide et dont le but est d'exploiter des bases de données Oracle. 

## Fonctionnement
Apex (de l'anglais APplication EXpress) est une application Web, autant pour le développement que l'utilisation ; il est enregistré et nécessite une base de données Oracle.
À partir d'un navigateur web, les utilisateurs peuvent aller consulter les applications créées avec Apex et ainsi exploiter les données renseignées dans les bases de données.
Le développement est assisté afin de réaliser des CRUD, des menus multi-niveaux, des traitements clients tels que les validations et les interactions… Pour des applications complexes, le concepteur doit programmer en PL/SQL, HTML, CSS et JavaScript.  L'utilisateur final  peut générer entre autres, des tableaux croisés dynamiques et des graphiques...